# Marratha angusta
Marratha angusta is een krabbensoort uit de familie van de Xanthidae. De wetenschappelijke naam van de soort is voor het eerst geldig gepubliceerd in 1906 door Mary Jane Rathbun als Cycloxanthops angustus. Ng en Clark namen deze soort in 2003 als de typesoort voor het nieuwe geslacht Marratha (wat een samentrekking is van Mary Rathbun).